# جون بليك
جون بليك (بالإنجليزية: Jon Blake)‏ هو ممثل أسترالي، ولد في 10 ديسمبر 1958 في أستراليا، وتوفي بنفس المكان في 29 مايو 2011 بسبب ذات الرئة.

## وصلات خارجية
- جون بليك على موقع IMDb (الإنجليزية)
- جون بليك على موقع قاعدة بيانات الفيلم (الإنجليزية)